# U.S. International Classic 2017
U.S. International Classic 2017 – pierwsze zawody łyżwiarstwa figurowego z cyklu Challenger Series 2017/2018. Zawody rozgrywano od 13 do 17 września 2017 roku w hali Salt Lake City Sports Complex w Salt Lake City.
Wśród solistów zwyciężył reprezentant gospodarzy Nathan Chen, natomiast w rywalizacji solistek Japonka Marin Honda. W parach sportowych wygrali Kanadyjczycy Kirsten Moore-Towers i Michael Marinaro. Tytuł w rywalizacji par tanecznych obronili sprzed roku reprezentanci gospodarzy Madison Hubbell i Zachary Donohue.

## Wyniki

### Soliści
| Poz. | Zawodnik          | Nota łączna | SP | SP    | FS | FS     |
| ---- | ----------------- | ----------- | -- | ----- | -- | ------ |
| 1    | Nathan Chen       | 275,04      | 1  | 91,80 | 1  | 183,24 |
| 2    | Max Aaron         | 261,56      | 2  | 86,06 | 2  | 175,50 |
| 3    | Liam Firus        | 248,29      | 3  | 83,46 | 3  | 164,83 |
| 4    | Jarosław Paniot   | 233,16      | 6  | 77,20 | 4  | 155,96 |
| 5    | Kazuki Tomono     | 225,30      | 8  | 69,88 | 5  | 155,42 |
| 6    | Timothy Dolensky  | 214,94      | 4  | 78,75 | 6  | 136,19 |
| 7    | Takahito Mura     | 205,38      | 5  | 77,44 | 8  | 127,94 |
| 8    | Sean Rabbitt      | 204,46      | 9  | 68,60 | 7  | 135,86 |
| 9    | Michal Březina    | 193,95      | 7  | 75,78 | 11 | 118,17 |
| 10   | Danijjel Samochin | 191,20      | 11 | 64,74 | 9  | 126,46 |
| 11   | Bennet Toman      | 188,31      | 10 | 66,96 | 10 | 121,35 |
| 12   | Jordan Dodds      | 152,70      | 13 | 51,19 | 12 | 101,51 |
| 13   | Andrew Dodds      | 143,24      | 12 | 58,44 | 13 | 84,80  |
| 14   | Chang Chih-sheng  | 114,68      | 14 | 36,40 | 14 | 78,28  |

### Solistki
| Poz. | Zawodniczka                | Nota łączna | SP  | SP    | FS  | FS     |
| ---- | -------------------------- | ----------- | --- | ----- | --- | ------ |
| 1    | Marin Honda                | 198,42      | 1   | 66,90 | 1   | 131,52 |
| 2    | Mirai Nagasu               | 183,54      | 3   | 63,81 | 2   | 119,73 |
| 3    | Karen Chen                 | 182,32      | 2   | 66,18 | 3   | 116,14 |
| 4    | Kaori Sakamoto             | 169,12      | 5   | 56,82 | 4   | 112,30 |
| 5    | Mariah Bell                | 168,66      | 4   | 60,68 | 5   | 107,98 |
| 6    | Alicia Pineault            | 150,52      | 6   | 56,22 | 6   | 94,30  |
| 7    | Brooklee Han               | 131,02      | 8   | 45,93 | 7   | 85,09  |
| 8    | Michelle Long              | 119,98      | 9   | 44,67 | 8   | 75,31  |
| 9    | Paige Rydberg              | 119,71      | 7   | 46,54 | 10  | 73,17  |
| 10   | Aimee Buchanan             | 107,78      | 10  | 33,71 | 9   | 74,07  |
| WD   | Stephanie Yuung-Shuh Chang | DNS         | DNS | DNS   | DNS | DNS    |

### Pary sportowe
| Poz. | Zawodnicy                               | Nota łączna | SP | SP    | FS | FS     |
| ---- | --------------------------------------- | ----------- | -- | ----- | -- | ------ |
| 1    | Kirsten Moore-Towers / Michael Marinaro | 188,76      | 1  | 65,76 | 2  | 123,00 |
| 2    | Alexa Scimeca Knierim / Chris Knierim   | 186,08      | 3  | 61,32 | 1  | 124,76 |
| 3    | Chelsea Liu / Brian Johnson             | 181,40      | 2  | 61,46 | 3  | 119,94 |
| 4    | Haven Denney / Brandon Frazier          | 168,47      | 7  | 55,26 | 4  | 113,21 |
| 5    | Paige Conners / Jewgieni Krasnopolski   | 165,38      | 5  | 57,92 | 6  | 107,46 |
| 6    | Deanna Stellato / Nathan Bartholomay    | 165,36      | 4  | 58,24 | 7  | 107,12 |
| 7    | Sydney Kolodziej / Maxime Deschamps     | 164,32      | 6  | 55,54 | 5  | 108,78 |
| 8    | Sumire Sutō / Francis Boudreau-Audet    | 153,60      | 8  | 50,60 | 8  | 103,00 |
| 9    | Paris Stephens / Matthew Dodds          | 84,84       | 9  | 27,32 | 9  | 57,52  |

### Pary taneczne
| Poz. | Zawodnicy                                    | Nota łączna | SD | SD    | FD | FD     |
| ---- | -------------------------------------------- | ----------- | -- | ----- | -- | ------ |
| 1    | Madison Hubbell / Zachary Donohue            | 178,80      | 1  | 71,15 | 1  | 107,65 |
| 2    | Kaitlin Hawayek / Jean-Luc Baker             | 153,55      | 3  | 56,65 | 2  | 96,90  |
| 3    | Kana Muramoto / Chris Reed                   | 151,45      | 2  | 60,00 | 3  | 91,45  |
| 4    | Laurence Fournier Beaudry / Nikolaj Sørensen | 141,71      | 4  | 54,23 | 4  | 87,48  |
| 5    | Carolane Soucisse / Shane Firus              | 137,43      | 5  | 52,16 | 5  | 85,27  |
| 6    | Tina Garabedian / Simon Proulx-Sénécal       | 133,26      | 6  | 51,60 | 7  | 81,66  |
| 7    | Olivia Smart / Adrià Díaz                    | 132,13      | 8  | 48,15 | 6  | 83,98  |
| 8    | Julia Biechler / Damian Dodge                | 127,12      | 7  | 50,36 | 8  | 76,76  |
| 9    | Adel Tankova / Ronald Zilberberg             | 102,59      | 9  | 40,26 | 9  | 62,33  |